# Phascolosomatidea
Phascolosomatidea is een klasse in de taxonomische indeling van de Sipuncula (Pindawormen).

## Taxonomie
De Phascolosomatidea worden onderverdeeld in twee ordes, de Aspidosiphonida en de Phascolosomatida. De verdere onderverdeling is:
- Aspidosiphonida
  - Aspidosiphonidae
    - Aspidosiphon
    - Cloeosiphon
    - Lithacrosiphon
- Phascolosomatida
  - Phascolosomatidae
    - Antillesoma
    - Apionsoma
    - Phascolosoma